# 德里姆納站
德里姆納站（英語：Drimnagh）是一個位於愛爾蘭都柏林德里姆納的轻轨站，在2004年通車。
在修建車站的同時，亦在車站北面修建了一條行人天橋渡過大運河。
都柏林公車路線123能到達此站。